# Vanessa Kirby
Pour les articles homonymes, voir Kirby.
Vanessa Kirby est une actrice britannique, née le 18 avril 1988 à Bristol.
Révélée en 2016 par son interprétation de Margaret du Royaume-Uni, dans la série télévisée The Crown, Vanessa Kirby acquiert une notoriété internationale auprès du public et des critiques grâce à son rôle dans Pieces of a Woman en 2020. Cela lui vaut la Coupe Volpi de la meilleure interprétation féminine à la Mostra de Venise, ainsi que diverses nominations, notamment à l'Oscar de la meilleure actrice.
Sa carrière débute d’abord au théâtre, notamment avec sa prestation acclamée dans le rôle de Stella Kowalski, dans la pièce Un tramway nommé Désir (2014).
Kirby apparaît également dans des franchises de films d'action tels que : Fast & Furious: Hobbs and Shaw (2019) et la saga Mission impossible depuis 2018. Puis pour son interprétation de Joséphine de Beauharnais dans Napoléon (2023), elle remporte l’AACTA International Award de la meilleure actrice dans un second rôle.
En 2024, elle est choisie par Marvel Studios pour interpréter le personnage de Susan Storm alias la Femme invisible dans l'univers cinématographique Marvel (précédemment interprété par Jessica Alba et Kate Mara), à commencer par le film Les Quatre Fantastiques : Premiers pas (2025).

## Biographie
Vanessa Kirby est la fille d'un chirurgien, spécialiste de la prostate, et sa mère est la créatrice d'un magazine sur les maisons. Elle grandit avec son frère aîné, Joe, et sa cadette, Juliet, dans le quartier de Wimbledon.

### Vie privée
De 2012 à 2013, elle aura entretenu une relation avec l'acteur britannique Douglas Booth, lequel était son partenaire de jeu dans la série De grandes espérances, sortie en 2011.
Elle a vécu en couple avec l'acteur britannique Callum Turner, avec lequel elle partage l'écran dans le film Queen and Country sorti en 2014. Le couple se sépare au début de l'année 2020, au bout de quatre ans de relation.
Depuis 2022, elle est la compagne du joueur de crosse américain Paul Rabil.

### Années 2010

#### Le temps des seconds rôles
Vanessa Kirby étudie la littérature anglaise à l'université d'Exeter et commence sa carrière en 2009, en jouant des pièces de théâtre en Angleterre. Elle obtient un rôle secondaire dans le film Love/Loss de Guy Daniels en 2010 et elle fait ses débuts à la télévision en 2011, en jouant un rôle récurrent dans la saison une de la série The Hour. Elle joue également dans la mini-série Great Expectations, réalisée par la BBC et adaptée du roman de Charles Dickens.
En 2012, elle joue dans le film anglais Wasteland (ou The Rise) de Rowan Athale et participe à la mini-série anglaise Labyrinthe (Labyrinth). Elle continue à jouer dans différentes pièces de théâtre en Angleterre et décroche plusieurs seconds rôles au cinéma. Ainsi, en 2013, elle apparaît dans le film Il était temps (About Time) de Richard Curtis et dans la comédie policière Charlie Countryman (The Necessary Death of Charlie Countryman) de Fredrik Bond (de).
En 2014, elle tient l'un des principaux rôles du drame Queen and Country de John Boorman dans lequel elle noue une histoire d'amour compliquée avec Caleb Landry Jones sur fond de Seconde Guerre mondiale. Au théâtre, elle triomphe dans le rôle de Stella Kowalski dans la pièce Un Tramway nommé Désir (A Streetcar Named Desire) de Tennessee Williams, mise en scène par Benedict Andrews (en).
Elle apparaît l'année suivante dans le film de science-fiction Jupiter : Le Destin de l'univers (Jupiter Ascending) de Lana et Andy Wachowski, dans la comédie policière Bone in the Throat (en) de Graham Henman et dans le film d'action Everest de Baltasar Kormákur. À la télévision, elle joue dans le téléfilm The Dresser (en) de Richard Eyre aux côtés de Ian McKellen, d'Anthony Hopkins et d'Emily Watson. Elle apparaît en fin d'année dans la série télévisée 
The Frankenstein Chronicles.
Elle incarne en 2016 la romancière Zelda Fitzgerald dans le drame Genius de Michael Grandage, qui narre la relation entre l'auteur Thomas Wolfe et son éditeur Max Perkins dans les années 1920 et 1930. Elle tient ensuite un rôle d'humanoïde dans le film de science-fiction Identify (Kill command) de Steven Gomez, avec l'acteur danois Thure Lindhardt pour partenaire, et joue dans le drame Avant toi (Me Before You) de Thea Sharrock.

#### Révélation grâce àThe Crown
Entre 2016 et 2017, elle obtient le rôle de Margaret du Royaume-Uni dans la série téléviséeThe Crown, produite par et pour la plateforme de streaming américaine Netflix. Son interprétation de la Princesse Margaret lui vaut une renommée internationale et la reconnaissance des critiques, du public et de la presse. Elle obtiendra d'ailleurs le BAFTA Awards de la meilleure actrice dans un second rôle en 2018, ainsi qu'une nomination durant la 70e cérémonie des Primetime Emmy Awards 2018 en tant que Meilleure actrice dans un second rôle dans une série télévisée dramatique.

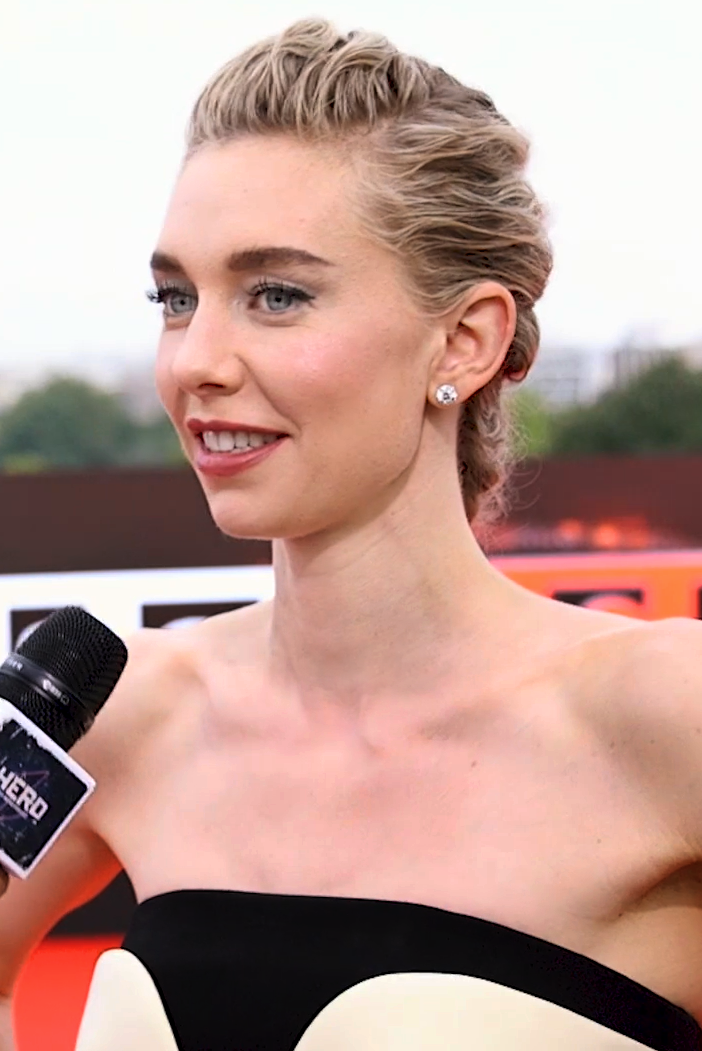
L'actrice à Paris pour la promotion de Mission impossible : Fallout en 2018.

L’actrice, qui a ainsi acquis une certaine renommée, commence à recevoir des propositions de plus en plus intéressantes, qui ne vont que faire croître sa notoriété. Elle se retrouve notamment à l’affiche du blockbuster Mission impossible : Fallout — aux côtés de Tom Cruise, film qui s’avérera être un énorme succès critique et commercial — ou de films comme L'Ombre de Staline, où elle a pour partenaire à l’écran le comédien britannique James Norton.
Réalisé en 2019, ce drame biographique d'Agnieszka Holland, consacré à la vie du journaliste gallois Gareth Jones, a été le premier à révéler la famine ukrainienne de 1932-1933 perpétrée par l'URSS de Staline. La même année, on la retrouve dans un rôle d'action pour le film Fast and Furious: Hobbs and Shaw de David Leitch.

### Années 2020
Elle se tourne vers un cinéma d'auteur avec le drame Pieces of a Woman dans lequel elle incarne le rôle d’une jeune femme ayant perdu son bébé quelques minutes après la naissance. Réalisé par le cinéaste hongrois Kornél Mundruczó, ce film représente un véritable défi pour l'actrice, qui aura expliqué dans un entretien qu’elle n'avait pas d'enfant et n'avait donc pas d'expérience d'accouchement. Cela n'empêcha pas l'actrice de s'approprier pleinement le rôle, accomplissant notamment un stage dans une maternité et assistant à un accouchement réel. L'actrice contacta également plusieurs associations féminines spécialistes du sujet. Le tournage se révéla intense, en raison de la scène d'accouchement du début qui nécessita entre quatre et huit heures de tournage à elle seule. Le film étant présenté à la Mostra de Venise, l'actrice reçoit pour sa prestation la Coupe Volpi de la meilleure interprétation féminine. Elle décroche aussi sa première nomination à l'Oscar de la meilleure actrice.
Son film suivant, The World to Come, constitue une romance lesbienne qui se déroule dans les débuts de l'Amérique. Elle y forme un couple passionnel aux côtés de Katherine Waterston. Le film est, lui aussi, présenté à la Mostra de Venise quelques jours après Pieces of a Woman et récolte des critiques positives de la part des spectateurs et des échos dans la presse très positifs. Le rôle d'une jeune femme ayant perdu la mémoire lui revient ensuite dans Vacances Italiennes, une production indépendante dans laquelle elle démontre à nouveau toute l'intensité de son jeu.
En 2023, elle reprend son rôle de la Veuve Blanche, à l'occasion du tournage des deux parties de Mission impossible : Dead Reckoning, aux côtés de Tom Cruise, Hayley Atwell et Rebecca Ferguson. Parallèlement, elle joue la compagne de Hugh Jackman dans l'adaptation cinématographique de la pièce de théâtre The Son, par le dramaturge et réalisateur français Florian Zeller. En fin d'année, elle hérite du rôle de l'impératrice française Joséphine de Beauharnais dans Napoléon, la fresque historique et biographique que le réalisateur Ridley Scott consacre à Napoléon Bonaparte.
Le 14 février 2024, après des mois de rumeurs, il est officiellement annoncé que Kirby interprétera le rôle de Sue Storm / la Femme invisible dans Les Quatre Fantastiques : Premiers pas, un nouveau reboot dont la sortie est prévue pour 2025. Appartenant à l'univers cinématographique Marvel, le film est le deuxième de la Phase 6.

## Filmographie

### Cinéma

#### Longs métrages
- 2010 : Love/Loss de Guy Daniels : Jane
- 2012 : The Rise de Rowan Athale : Nicola
- 2013 : Il était temps (About Time) de Richard Curtis : Joanna
- 2013 : Charlie Countryman de Fredrik Bond : Felicity
- 2014 : Queen and Country de John Boorman : Dawn Rohan
- 2015 : Everest de Baltasar Kormákur : Sandy Hill Pittman
- 2015 : Jupiter : Le Destin de l'univers (Jupiter Ascending) de Lana et Lilly Wachowski : Katharine Dunlevy
- 2015 : Bone in the Throat de Graham Henman : Sophie
- 2016 : Avant toi (Me Before You) de Thea Sharrock : Alicia Dewares
- 2016 : Genius de Michael Grandage : Zelda Fitzgerald
- 2016 : Identify de Steven Gomez : Katherine Mills
- 2018 : Mission Impossible : Fallout de Christopher McQuarrie : Alanna Mitsopolis / la Veuve Blanche
- 2019 : L'Ombre de Staline (Mr Jones) d'Agnieszka Holland : Ada Brooks
- 2019 : Fast and Furious: Hobbs and Shaw de David Leitch : Hattie Shaw
- 2020 : Pieces of a Woman de Kornél Mundruczó : Martha Weiss
- 2020 : The World to Come de Mona Fastvold : Tallie
- 2021 : Vacances Italiennes (Italian Studies) d'Adam Leon : Alina Reynolds
- 2023 : The Son de Florian Zeller : Beth
- 2023 : Mission impossible : Dead Reckoning (Mission: Impossible – Dead Reckoning) de Christopher McQuarrie : Alanna Mitsopolis / la Veuve Blanche
- 2023 : Napoléon (Napoleon) de Ridley Scott : Joséphine de Beauharnais
- 2024 : Eden de Ron Howard : Dora Strauch Ritter
- 2025 : Les Quatre Fantastiques : Premiers pas (The Fantastic Four: First Steps) de Matt Shakman : Susan Storm / la Femme invisible
- 2025 : Night Always Comes de Benjamin Caron : Lynette
- 2026 : Avengers: Doomsday d'Anthony et Joe Russo : Susan Storm / la Femme invisible
- 2027 : Avengers: Secret Wars d'Anthony et Joe Russo : Susan Storm / la Femme invisible

#### Courts métrages
- 2012 : Nora de Carrie Cracknell : Une femme
- 2014 : Insomniacs de Charles Chintzer Lai : Jade
- 2014 : Off the Page: Devil in the Detail de Christopher Haydon : Jessica

### Télévision

#### Séries télévisées
- 2011 : The Hour : Ruth Elms
- 2011 : De grandes espérances (Great Expectations) : Estella
- 2012 : Labyrinthe (Labyrinth) : Alice Tanner
- 2013 : Hercule Poirot (Agatha Christie's Poirot) : Celia Ravenscroft
- 2015 : The Frankenstein Chronicles : Lady Jemima Hervey
- 2016-2017 / 2022 : The Crown : Margaret du Royaume-Uni

#### Téléfilm
- 2015 : The Dresser de Richard Eyre : Irene

## Théâtre
| Année | Titre                     | Auteur              | Rôle                   | Lieu                     |
| ----- | ------------------------- | ------------------- | ---------------------- | ------------------------ |
| 2010  | Ils étaient tous mes fils | Arthur Miller       | Ann Deever             | Octagon Theatre          |
| 2010  | Les Revenants             | Henrik Ibsen        | Regina Engstrand       | Octagon Theatre          |
| 2010  | Le Songe d'une nuit d'été | William Shakespeare | Helena                 | Octagon Theatre          |
| 2010  | Comme il vous plaira      | William Shakespeare | Rosalind               | West Yorkshire Playhouse |
| 2011  | Women Beware Women        | Thomas Middleton    | Isabella               | Royal National Theatre   |
| 2011  | The Acid Test             | Anya Reiss          | Dana                   | Royal Court Theatre      |
| 2012  | Les Trois Sœurs           | Anton Tchekhov      | Maria "Masha" Kulygina | Young Vic                |
| 2013  | Édouard II                | Christopher Marlowe | Isabelle de France     | Royal National Theatre   |
| 2014  | Un tramway nommé Désir    | Tennessee Williams  | Stella Kowalski        | Young Vic                |
| 2016  | Oncle Vania               | Anton Tchekhov      | Helena Serebryakova    | Almeida Theatre          |
| 2016  | Un tramway nommé Désir    | Tennessee Williams  | Stella Kowalski        | St. Ann's Warehouse      |
| 2018  | Julie                     | August Strindberg   | Julie                  | Royal National Theatre   |

## Distinctions

### Récompenses
- 2017 : Glamour Award de la meilleure actrice britannique à la télévision dans une série télévisée dramatique pour The Crown (2016-2017).
- 2018 : British Academy Television Awards : Meilleure actrice dans un second rôle dans une série télévisée dramatique pour The Crown (2016-2017).
- Mostra de Venise 2020 : Coupe Volpi de la meilleure interprétation féminine dans un drame pour Pieces of a Woman (2020).
- 2021 : New Mexico Film Critics de la meilleure actrice dans un drame pour Pieces of a Woman (2020).
- 2024 : Australian Academy of Cinema and Television Arts Awards : Meilleure actrice dans un second rôle pour Napoléon (2023).

### Nominations
- British Academy Television Awards 2017 : Meilleure actrice dans un second rôle dans une série télévisée dramatique pour The Crown (2016-2017).
- 24e cérémonie des Screen Actors Guild Awards 2017 : Meilleure distribution pour une série dramatique pour The Crown (2016-2017) partagée avec Claire Foy, Clive Francis, Harry Hadden-Paton, Victoria Hamilton, Daniel Ings, Billy Jenkins, John Lithgow, Lizzy McInnerny, Ben Miles, Jeremy Northam, Nicholas Rowe, Matt Smith, Pip Torrens et Harriet Walter.
- 2018 : Gold Derby Awards de la meilleure actrice dramatique dans un second rôle dans une série télévisée dramatique pour The Crown (2016-2017).
- 2018 : Online Film & Television Association Awards de la meilleure actrice dramatique dans un second rôle dans une série télévisée dramatique pour The Crown (2016-2017).
- 70e cérémonie des Primetime Emmy Awards 2018 : Meilleure actrice dans un second rôle dans une série télévisée dramatique pour The Crown (2016-2017).
- 25e cérémonie des Screen Actors Guild Awards 2018 : Meilleure distribution pour une série dramatique pour The Crown (2016-2017) partagée avec Claire Foy, Victoria Hamilton, Anton Lesser et Matt Smith.
- National Film Awards 2020 : Meilleure actrice dans un second rôle dans un drame d'aventure pour Fast and Furious: Hobbs and Shaw (2020).
- 2020 : Sunset Film Circle Awards de la meilleure actrice dans un drame pour Pieces of a Woman (2020).
- Alliance of Women Film Journalists Awards 2021 : 
  - Meilleure actrice dans un drame pour Pieces of a Woman (2020).
  - Performance la plus brave dans un drame pour Pieces of a Woman (2020).
- Australian Academy of Cinema and Television Arts Awards 2021 : Meilleure actrice dans un drame pour Pieces of a Woman (2020).
- 74e cérémonie des British Academy Film Awards 2021 : Meilleure actrice dans un drame pour Pieces of a Woman (2020).
- 26e cérémonie des Critics' Choice Movie Awards 2021 : Meilleure actrice dans un drame pour Pieces of a Woman (2020).
- 2021 : Dallas-Fort Worth Film Critics Association Awards de la meilleure actrice dans un drame pour Pieces of a Woman (2020).
- 2021 : Denver Film Critics Society Awards de la meilleure actrice dans un drame pour Pieces of a Woman (2020).
- 2021 : Detroit Film Critics Society Awards de la meilleure actrice dans un drame pour Pieces of a Woman (2020).
- 2021 : DiscussingFilm Critics Awards de la meilleure actrice dans un drame pour Pieces of a Woman (2020).
- 2021 : Georgia Film Critics Association Awards de la meilleure actrice dans un drame pour Pieces of a Woman (2020).
- 2021 : Gold Derby Awards de la meilleure actrice principale dans un drame pour Pieces of a Woman (2020).
- 78e cérémonie des Golden Globes 2021 : Meilleure actrice dans un drame pour Pieces of a Woman (2020).
- 2021 : Hawaii Film Critics Society de la meilleure actrice dans un drame pour Pieces of a Woman (2020).
- 2021 : Hollywood Critics Association de la meilleure actrice dans un drame pour Pieces of a Woman (2020).
- 2021 : Houston Film Critics Society Awards de la meilleure actrice dans un drame pour Pieces of a Woman (2020).
- 2021 : Latino Entertainment Journalists Association Film Awards de la meilleure actrice dans un drame pour Pieces of a Woman (2020).
- London Critics Circle Film Awards 2021 : 
  - Actrice de l'année dans un drame pour Pieces of a Woman (2020).
  - Actrice Britannique de l'année dans un drame pour Pieces of a Woman (2020) et dans un drame pour The World to Come (2020).
- 2021 : Music City Film Critics' Association Awards de la meilleure actrice dans un drame pour Pieces of a Woman (2020).
- 2021 : North Texas Film Critics Association Awards de la meilleure actrice dans un drame pour Pieces of a Woman (2020).
- 2021 : Online Association of Female Film Critics de la meilleure actrice principale dans un drame pour Pieces of a Woman (2020).
- Online Film & Television Association Awards 2021 : 
  - Meilleure actrice dans un drame pour Pieces of a Woman (2020).
  - Meilleure révélation féminine dans un drame pour Pieces of a Woman (2020).
- 93e cérémonie des Oscars 2021 : Meilleure actrice dans un drame pour Pieces of a Woman (2020).
- San Diego Film Critics Society Awards 2021 : 
  - Meilleure actrice dans un drame pour Pieces of a Woman (2020).
  - Meilleure révélation féminine dans un drame pour Pieces of a Woman (2020).
- 25e cérémonie des Satellite Awards 2021 : Meilleure actrice dans un drame pour Pieces of a Woman (2020).
- 27e cérémonie des Screen Actors Guild Awards 2021 : Meilleure actrice dans un drame pour Pieces of a Woman (2020).
- 2021 : St. Louis Film Critics Association Awards de la meilleure actrice dans un drame pour Pieces of a Woman (2020).
- 2021 : Washington DC Area Film Critics Association Awards de la meilleure actrice dans un drame pour Pieces of a Woman (2020).
- 2021 : Women Film Critics Circle Awards de la meilleure actrice dans un drame pour Pieces of a Woman (2020).

## Voix françaises
En France, Audrey Sourdive et Marie Tirmont sont les voix françaises les plus régulières de l'actrice, doublée à quatre reprises pour la première et trois pour la seconde, Audrey Sourdive la double dans The Dresser, Fast and Furious: Hobbs and Shaw, The Son et Les Quatre Fantastiques : Premiers pas, tandis que Marie Tirmont la double dans De grandes espérances, la série The Crown et L'Ombre de Staline.
À titre exceptionnel, elle est doublée par Julia Faure dans la saga Mission Impossible, Flora Kaprielian dans les séries Hercule Poirot et The Hour, Barbara Kelsch dans Jupiter : Le Destin de l'univers et Everest, Ingrid Donnadieu dans Pieces of a Woman et enfin par Laetitia Laburthe-Tolra dans Napoléon.